# Norfolk-Baumfarn
Der Norfolk-Baumfarn (Cyathea brownii) gilt als der größte aller Baumfarne der Welt. Er stammt von der Norfolk-Insel und erreicht dort Höhen von bis zu 30 m. Die langen und breiten doppelt- bis dreifach gefiederten Wedel können Längen bis zu 5 m erreichen. Der Stamm ist lang und wie die jungen Wedel stark von braunen bis orangefarbigen Haaren bedeckt; er kann mit der Zeit glatt werden und ovale Narben von abgefallenen Wedeln aufweisen. Cyathea brownii ist nach dem Botaniker Robert Brown (1773–1858) benannt.

## Kultivierung
Der Norfolk-Baumfarn wächst aus Sporen heran, als Jungpflanze recht schnell, bis zu 30 cm pro Jahr und bildet dabei ungefähr einen Wedel pro Monat. Er benötigt dazu einen neutralen bis leicht sauren humusreichen Boden; dieser muss feucht, aber leicht durchlässig sein. Staunässe verträgt die Pflanze schlecht. Cyathea brownii benötigt außerdem eine hohe Luftfeuchte sowie mäßig bis viel Wasser und liebt einen hellen Standort ohne Mittagssonne. Dünger wird kaum benötigt, es besteht eher die Gefahr der Überdüngung, wodurch die Pflanze starke Schäden erleiden kann. Der Norfolk-Baumfarn kann leichte Fröste bis −4 °C gut vertragen, sollte aber doch vor stärkerem Frost geschützt werden. In kälteren Regionen wird diese schöne und außergewöhnliche Pflanze meist im Gewächshaus gehalten. Sie ist einfach zu handhaben und erholt sich durch ihr schnelles Wachstum auch gewöhnlich rasch von Schäden. Seine Größe kann den Baumfarn allerdings auch recht unpraktisch machen.

## Natürlicher Lebensraum
Cyathea brownii ist im subtropischen Regenwald der Norfolk-Insel zu Hause. Die Tagestemperaturen liegen bei ca. 23 °C in den Sommermonaten und ca. 17 °C im Winter; die Höchsttemperaturen liegen ca. bei 29 °C, die niedrigsten bei 6 °C. Die relative Luftfeuchte beträgt gleich bleibend zwischen 70 und 80 Prozent das ganze Jahr über; der Jahresniederschlag ca. 1200 mm.